# خاطرات خون‌آشام (فصل ۵)
خاطرات خون‌آشام یک سریال یک ساعته آمریکایی به سبک ماورایی و درام است که در ۱۱ فوریه ۲۰۱۳ برای فصل پنجم تمدید شد. فصل پنجم در ۳ اکتبر ۲۰۱۳ به دنبال سریال اصیل‌ها، روی آنتن رفت.

## بازیگران

### بازیگران اصلی
- نینا دوبرو به عنوان الینا گیلبرت (۲۰ قسمت) / کاترین پیرس(۱۵ قسمت) / آمارا (۳ قسمت)
- پائول وسلی به عنوان استیفن سالواتوره (۲۲ قسمت) / سیلاس (۷ قسمت) / تام اوری(۲ قسمت)
- ایان سامرهلدر به عنوان دیمن سالواتوره (۲۲ قسمت)
- استیون آر. مک کوئین به عنوان جرمی گیلبرت (۱۸ قسمت)
- کاترینا گراهام به عنوان بانی بنت (۱۷ قسمت)
- کندیس آکولا به عنوان کرولاین فوربس (۱۹ قسمت)
- زک روئریگ به عنوان مت داناوان (۱۸ قسمت) / گرگور (۳ قسمت)
- مایکل تروینو به عنوان تایلر لاکوود (۱۳ قسمت) / جولین (۵ قسمت)

### بازیگران فرعی
- شان سیپس در نقش آرون ویتمور
- کریس بروشو در نقش لوکاس «لوک» پارکر
- پنه لوپه میچل در نقش اولیویا «لیو» پارکر
- جودی لین اویکیف در نقش جوزت «جو» لافلین
- الگا فوندا در نقش نادیا پتروا
- مایکل مالارکی در نقش لورنزو «انزو»
- مارگارت مکلن تایر در نقش کلانتر الیزابت «لیز» فوربس
- جنینا گاوانکار در نقش کاتسیا (تسا)
- ریک کازنت در نقش دکتر وسلی «وس» مکسفیلد
- رافی بارسومیان در نقش مارکوس
- کندریک سمپسون در نقش جسی

## داستان
| شماره. در سریال | شماره. در فصل | عنوان                                 | کارگردان      | نویسنده                         | تاریخ پخش     | کد تولید | U.S. بینندگان در آمریکا (میلیون) |
| --------------- | ------------- | ------------------------------------- | ------------- | ------------------------------- | ------------- | -------- | -------------------------------- |
| ۹۰              | ۱             | «می‌دانم تابستان گذشته چه کردی»        | لنس اندرسون   | کارولین درایز                   | ۳ اکتبر ۲۰۱۳  | 2J7501   | 2.59                             |
| ۹۱              | ۲             | «دروغ‌های واقعی»                       | جاشوا باتلر   | براین یانگ                      | ۱۰ اکتبر ۲۰۱۳ | 2J7502   | 2.14                             |
| ۹۲              | ۳             | «گناه اصلی»                           | جسی وارن      | ملیندا سو تایلر و ربکا ساننشاین | ۱۷ اکتبر ۲۰۱۳ | 2J7503   | 2.93                             |
| ۹۳              | ۴             | «برای کسی که زنگ برایش به طنین افتاد» | مایکل اولویتس | برت متیوس & الیزابت آر. فیتچ    | ۲۴ اکتبر ۲۰۱۳ | 2J7504   | 2.63                             |
| ۹۴              | ۵             | «مجلس رقص هیولا»                      | کلی سایرس     | سانی پاستیگلاین                 | ۳۱ اکتبر ۲۰۱۳ | 2J7505   | 2.07                             |
| ۹۵              | ۶             | «با احتیاط مدیریت کن»                 | جفری هانت     | کارولاین درایز و هالی بریکس     | ۷ نوامبر ۲۰۱۳ | 2J7506   | 2.59                             |

## تولید

### توسعه
این سریال در ۱۱ فوریه ۲۰۱۳ برای فصل پنجم تمدید شد. اولین جلسه نویسندگان در ۱۵ آوریل ۲۰۱۳ برگزار شد. فیلمبرداری در ۱۰ ژوئیه ۲۰۱۳ آغاز شد و در ۱۰ آوریل ۲۰۱۴ به پایان رسید.

### بازیگران
طی سه قسمت ابتدایی، چهار شخصیت جدید معرفی شدند: نادیا، دختری انتقامجو که دور دنیا سفر می‌کند، جسی، پسری که به دانشگاه می‌رود. الگا فوندا و کندریک سمپسون به ترتیب بازیگران نقش نادیا و جسی بودند. در ۲ اوت ۲۰۱۳ اعلام شد که جانینا گاوانکار نقش تسا را بازی می‌کند.